# Qualificazioni alla CONCACAF Women's Championship 2018
Le qualificazioni alla CONCACAF Women's Championship 2018 sono iniziate il 5 maggio 2018 e vedono la partecipazione di 30 squadre, con tre formazioni già ammesse direttamente alla fase finale.

## Nord America
Le tre squadre della North American Football Union sono ammesse direttamente alla fase finale.
- Canada
- Messico
- Stati Uniti

## Centro America
Nella zona centroamericana, quattro nazionali membri della Central American Football Union hanno partecipato alla competizione di qualificazione. Le quattro squadre sono state disposte in un unico girone, con le prime due squadre che si sono qualificate per la fase finale come rappresentanti dell'UNCAF.
Il torneo di qualificazione inizialmente doveva tenersi in Nicaragua ma a causa di problemi di sicurezza causati dai disordini civili le partite furono giocate in Florida negli Stati Uniti dal 27 al 31 agosto 2018.
| Pos | Squadra     | Pti | G | V | N | P | GF | GS | DR  |
| --- | ----------- | --- | - | - | - | - | -- | -- | --- |
| 1.  | Costa Rica  | 9   | 3 | 3 | 0 | 0 | 18 | 2  | +16 |
| 2.  | Panama      | 6   | 3 | 2 | 0 | 1 | 11 | 5  | +6  |
| 3.  | Nicaragua   | 1   | 3 | 0 | 1 | 2 | 3  | 10 | -7  |
| 4.  | El Salvador | 1   | 3 | 0 | 1 | 2 | 4  | 19 | -15 |

| Data           | Luogo     | Squadra 1   | Risultato | Squadra 2   |
| -------------- | --------- | ----------- | --------- | ----------- |
| 27 agosto 2018 | Bradenton | Panama      | 4 - 0     | Nicaragua   |
| 27 agosto 2018 | Bradenton | Costa Rica  | 11 - 0    | El Salvador |
| 29 agosto 2018 | Bradenton | Costa Rica  | 4 - 1     | Nicaragua   |
| 29 agosto 2018 | Bradenton | El Salvador | 2 - 6     | Panama      |
| 31 agosto 2018 | Bradenton | El Salvador | 2 - 2     | Nicaragua   |
| 31 agosto 2018 | Bradenton | Costa Rica  | 3 - 1     | Panama      |

Costa Rica e Panama qualificate alla CONCACAF Women's Championship 2018.

## Caraibi
Nella zona caraibica, 23 squadre nazionali iscritte a Caribbean Football Union hanno partecipato alle qualificazioni, articolate in due fasi. Tutte le squadre hanno partecipato al primo turno e sono state sorteggiate in tre gironi da cinque squadre e due gironi da quattro squadre. Le vincitrici di ogni girone sono passate alla fase finale, dove sono state inserite in un girone unico, con le prime tre squadre che si sono qualificate per la fase finale come rappresentanti CFU.
Il sorteggio della competizione di qualificazione si è svolto il 27 marzo 2018 presso la sede della CONCACAF a Miami Beach, in Florida. Repubblica Dominicana, Haiti, Trinidad e Tobago, Antigua e Barbuda e Guyana sono state automaticamente teste di serie nei rispettivi gruppi come padroni di casa di ogni girone del primo turno, mentre le restanti 18 squadre sono state divise per fasce in base alla classifica CONCACAF.

### Primo round

#### Gruppo A
| Pos | Squadra         | Pti | G | V | N | P | GF | GS | DR  |
| --- | --------------- | --- | - | - | - | - | -- | -- | --- |
| 1.  | Cuba            | 10  | 4 | 3 | 1 | 0 | 22 | 3  | +19 |
| 2.  | Porto Rico      | 8   | 4 | 2 | 2 | 3 | 17 | 2  | +15 |
| 3.  | Rep. Dominicana | 7   | 4 | 2 | 1 | 1 | 7  | 5  | +2  |
| 4.  | Aruba           | 3   | 4 | 1 | 0 | 3 | 2  | 20 | -18 |
| 5.  | Anguilla        | 0   | 4 | 0 | 0 | 4 | 1  | 19 | -18 |

| Data           | Luogo         | Squadra 1       | Risultato | Squadra 2       |
| -------------- | ------------- | --------------- | --------- | --------------- |
| 5 maggio 2018  | San Cristóbal | Porto Rico      | 10 - 0    | Anguilla        |
| 5 maggio 2018  | San Cristóbal | Rep. Dominicana | 1 - 5     | Cuba            |
| 7 maggio 2018  | San Cristóbal | Cuba            | 11 - 0    | Aruba           |
| 7 maggio 2018  | San Cristóbal | Porto Rico      | 0 - 0     | Rep. Dominicana |
| 9 maggio 2018  | San Cristóbal | Anguilla        | 1 - 2     | Aruba           |
| 9 maggio 2018  | San Cristóbal | Cuba            | 2 - 2     | Porto Rico      |
| 11 maggio 2018 | San Cristóbal | Aruba           | 0 - 5     | Porto Rico      |
| 11 maggio 2018 | San Cristóbal | Rep. Dominicana | 3 - 0     | Anguilla        |
| 13 maggio 2018 | San Cristóbal | Anguilla        | 0 - 4     | Cuba            |
| 13 maggio 2018 | San Cristóbal | Aruba           | 0 - 3     | Rep. Dominicana |

Cuba qualificato al Round finale.

#### Gruppo B
| Pos | Squadra        | Pti | G | V | N | P | GF | GS | DR  |
| --- | -------------- | --- | - | - | - | - | -- | -- | --- |
| 1.  | Giamaica       | 7   | 3 | 2 | 1 | 0 | 18 | 2  | +16 |
| 2.  | Haiti          | 7   | 3 | 2 | 1 | 0 | 15 | 2  | +13 |
| 3.  | Martinica      | 3   | 3 | 1 | 0 | 2 | 3  | 5  | -2  |
| 4.  | Guadalupa      | 0   | 3 | 0 | 0 | 3 | 0  | 27 | -27 |
| 5.  | Turks e Caicos | 0   | 0 | 0 | 0 | 0 | 0  | 0  | 0   |

| Data           | Luogo          | Squadra 1 | Risultato | Squadra 2 |
| -------------- | -------------- | --------- | --------- | --------- |
| 9 maggio 2018  | Port-au-Prince | Giamaica  | 13 - 0    | Guadalupa |
| 9 maggio 2018  | Port-au-Prince | Haiti     | 2 - 0     | Martinica |
| 11 maggio 2018 | Port-au-Prince | Martinica | 0 - 3     | Giamaica  |
| 11 maggio 2018 | Port-au-Prince | Guadalupa | 0 - 11    | Haiti     |
| 13 maggio 2018 | Port-au-Prince | Guadalupa | 0 - 3     | Martinica |
| 13 maggio 2018 | Port-au-Prince | Giamaica  | 2 - 2     | Haiti     |

Giamaica qualificata al Round finale. Turks e Caicos ritirato dalle qualificazioni.

#### Gruppo C
| Pos | Squadra                 | Pti | G | V | N | P | GF | GS | DR  |
| --- | ----------------------- | --- | - | - | - | - | -- | -- | --- |
| 1.  | Trinidad e Tobago       | 10  | 4 | 3 | 1 | 0 | 27 | 1  | +26 |
| 2.  | Saint Kitts e Nevis     | 10  | 4 | 3 | 1 | 0 | 20 | 2  | +18 |
| 3.  | Dominica                | 4   | 4 | 1 | 1 | 2 | 5  | 6  | -1  |
| 4.  | Isole Vergini Americane | 3   | 4 | 1 | 0 | 3 | 3  | 20 | -17 |
| 5.  | Grenada                 | 1   | 4 | 0 | 1 | 3 | 1  | 27 | -26 |

| Data           | Luogo | Squadra 1               | Risultato | Squadra 2               |
| -------------- | ----- | ----------------------- | --------- | ----------------------- |
| 19 maggio 2018 | Couva | Dominica                | 1 - 2     | Saint Kitts e Nevis     |
| 19 maggio 2018 | Couva | Trinidad e Tobago       | 10 - 0    | Isole Vergini Americane |
| 21 maggio 2018 | Couva | Isole Vergini Americane | 3 - 0     | Grenada                 |
| 21 maggio 2018 | Couva | Dominica                | 0 - 3     | Trinidad e Tobago       |
| 23 maggio 2018 | Couva | Saint Kitts e Nevis     | 10 - 0    | Grenada                 |
| 23 maggio 2018 | Couva | Isole Vergini Americane | 0 - 3     | Dominica                |
| 25 maggio 2018 | Couva | Grenada                 | 1 - 1     | Dominica                |
| 25 maggio 2018 | Couva | Trinidad e Tobago       | 2 - 1     | Saint Kitts e Nevis     |
| 27 maggio 2018 | Couva | Saint Kitts e Nevis     | 7 - 0     | Isole Vergini Americane |
| 27 maggio 2018 | Couva | Grenada                 | 0 - 13    | Trinidad e Tobago       |

Trinidad e Tobago qualificato al Round finale.

#### Gruppo D
| Pos | Squadra                   | Pti | G | V | N | P | GF | GS | DR |
| --- | ------------------------- | --- | - | - | - | - | -- | -- | -- |
| 1.  | Antigua e Barbuda         | 9   | 3 | 3 | 0 | 0 | 5  | 0  | +5 |
| 2.  | Saint Lucia               | 6   | 3 | 2 | 0 | 1 | 4  | 3  | +1 |
| 3.  | Curaçao                   | 3   | 3 | 1 | 0 | 2 | 2  | 5  | -3 |
| 4.  | Saint Vincent e Grenadine | 0   | 3 | 0 | 0 | 3 | 1  | 4  | -3 |

| Data           | Luogo        | Squadra 1                 | Risultato | Squadra 2                 |
| -------------- | ------------ | ------------------------- | --------- | ------------------------- |
| 23 maggio 2018 | Saint John's | Saint Lucia               | 2 - 1     | Curaçao                   |
| 23 maggio 2018 | Saint John's | Antigua e Barbuda         | 1 - 0     | Saint Vincent e Grenadine |
| 25 maggio 2018 | Saint John's | Saint Vincent e Grenadine | 1 - 2     | Saint Lucia               |
| 25 maggio 2018 | Saint John's | Curaçao                   | 0 - 3     | Antigua e Barbuda         |
| 27 maggio 2018 | Saint John's | Curaçao                   | 1 - 0     | Saint Vincent e Grenadine |
| 27 maggio 2018 | Saint John's | Saint Lucia               | 0 - 1     | Antigua e Barbuda         |

Antigua e Barbuda qualificato al Round finale.

#### Gruppo E
| Pos | Squadra  | Pti | G | V | N | P | GF | GS | DR |
| --- | -------- | --- | - | - | - | - | -- | -- | -- |
| 1.  | Bermuda  | 7   | 3 | 2 | 1 | 0 | 6  | 4  | +2 |
| 2.  | Guyana   | 5   | 3 | 1 | 2 | 0 | 8  | 3  | +5 |
| 3.  | Barbados | 4   | 3 | 1 | 1 | 1 | 4  | 4  | 0  |
| 4.  | Suriname | 0   | 3 | 0 | 0 | 3 | 2  | 9  | -7 |

| Data           | Luogo   | Squadra 1 | Risultato | Squadra 2 |
| -------------- | ------- | --------- | --------- | --------- |
| 23 maggio 2018 | Leonora | Barbados  | 2 - 1     | Suriname  |
| 23 maggio 2018 | Leonora | Guyana    | 2 - 2     | Bermuda   |
| 25 maggio 2018 | Leonora | Bermuda   | 3 - 2     | Barbados  |
| 25 maggio 2018 | Leonora | Suriname  | 1 - 6     | Guyana    |
| 27 maggio 2018 | Leonora | Suriname  | 0 - 1     | Bermuda   |
| 27 maggio 2018 | Leonora | Barbados  | 0 - 0     | Guyana    |

Bermuda qualificate al Round finale.

### Round finale
Il Round finale si è giocato in Giamaica dal 25 agosto al 2 settembre 2018.
| Pos | Squadra           | Pti | G | V | N | P | GF | GS | DR  |
| --- | ----------------- | --- | - | - | - | - | -- | -- | --- |
| 1.  | Giamaica          | 12  | 4 | 4 | 0 | 0 | 23 | 2  | +21 |
| 2.  | Trinidad e Tobago | 9   | 4 | 3 | 0 | 1 | 12 | 6  | +6  |
| 3.  | Cuba              | 6   | 4 | 2 | 0 | 2 | 12 | 9  | +3  |
| 4.  | Bermuda           | 3   | 4 | 1 | 0 | 3 | 5  | 9  | -4  |
| 5.  | Antigua e Barbuda | 0   | 4 | 0 | 0 | 4 | 0  | 26 | -26 |

| Data             | Luogo    | Squadra 1         | Risultato | Squadra 2         |
| ---------------- | -------- | ----------------- | --------- | ----------------- |
| 25 agosto 2018   | Kingston | Cuba              | 2 - 3     | Trinidad e Tobago |
| 25 agosto 2018   | Kingston | Giamaica          | 9 - 0     | Antigua e Barbuda |
| 27 agosto 2018   | Kingston | Antigua e Barbuda | 0 - 7     | Cuba              |
| 27 agosto 2018   | Kingston | Bermuda           | 0 - 4     | Giamaica          |
| 29 agosto 2018   | Kingston | Trinidad e Tobago | 5 - 0     | Antigua e Barbuda |
| 29 agosto 2018   | Kingston | Cuba              | 2 - 0     | Bermuda           |
| 31 agosto 2018   | Kingston | Antigua e Barbuda | 0 - 5     | Bermuda           |
| 31 agosto 2018   | Kingston | Trinidad e Tobago | 1 - 4     | Giamaica          |
| 2 settembre 2018 | Kingston | Bermuda           | 0 - 3     | Trinidad e Tobago |
| 2 settembre 2018 | Kingston | Giamaica          | 6 - 1     | Curaçao           |

Giamaica, Trinidad e Tobago e Cuba qualificate alla CONCACAF Women's Championship 2018.